# Lech Koziejowski
Lech Koziejowski (Varsavia, 3 aprile 1949) è un ex schermidore polacco, vincitore di una medaglia d'oro ed una di bronzo nella scherma ai giochi olimpici.